# مسابقات قهرمانی هندبال مردان آسیا ۲۰۲۲
قهرمانی هندبال مردان آسیا ۲۰۲۲ بیستمین دوره از قهرمانی مردان آسیا می‌باشد. این رویداد در عربستان سعودی برگزار می‌شود. مسابقات این دوره در ۱۸ ژانویه (۲۸ دی) آغاز شده و تا ۳۱ ژانویه ۲۰۲۲ (۱۱ بهمن ۱۴۰۰) ادامه دارد. این دومین دوره از جام ملت‌های آسیا می‌باشد که به میزبانی عربستان سعودی برگزار شده است. پنج تیم نخست این رقابت جواز حضور در قهرمانی هندبال مردان جهان ۲۰۲۳ را به دست می‌آورند. تیم ملی قطر مدافع عنوان قهرمانی است.

## محل برگزاری
| سالن وزارت ورزش               |
| ظرفیت: ۵,۰۰۰                  |
|                               |
| قطیف                          |
| تالار شهر وورزشی شاهزاده نایف |
| ظرفیت: ۴,۰۰۰                  |
|                               |

- این مسابقات در دو سالن برگزار می شود.

## سید بندی
| سید A                      | سید B                   | سید C                 | سید D                                        |
| -------------------------- | ----------------------- | --------------------- | -------------------------------------------- |
| قطر عربستان ژاپن کره جنوبی | بحرین کویت ایران امارات | عراق هنگ کنگ استرالیا | ویتنام سنگاپور عمان اردن ازبکستان هند تایلند |

- ۱=تایلند قبل از قرعه کشی کنار کشید.
- ۲=ژاپن بعد از قرعه کشی کنار کشید.

## مقدماتی

### گروه A
| رتبه | تیم       | بازی | برد | مساوی | باخت | گل زده | گل خورده | امتیاز |
| ---- | --------- | ---- | --- | ----- | ---- | ------ | -------- | ------ |
| ۱    | کره جنوبی | ۳    | ۳   | ۰     | ۰    | ۹۵     | ۵۹       | ۶      |
| ۲    | کویت      | ۳    | ۲   | ۰     | ۱    | ۱۱۱    | ۷۲       | ۴      |
| ۳    | اردن      | ۳    | ۱   | ۰     | ۲    | ۹۵     | ۸۹       | ۲      |
| ۴    | سنگاپور   | ۳    | ۰   | ۰     | ۳    | ۴۲     | ۱۲۳      | ۰      |

نتایج گروه A
| #        | تیم یک    | نتایجه | تیم دو  | تاریخ          |
| -------- | --------- | ------ | ------- | -------------- |
| بازی اول | کره جنوبی | ۹-۴۰   | سنگاپور | ۱۸ ژانویه ۲۰۲۲ |
| بازی اول | کویت      | ۳۱-۴۲  | اردن    | ۱۸ ژانویه ۲۰۲۲ |
| بازی دوم | کویت      | ۱۴-۴۳  | سنگاپور | ۱۹ ژانویه ۲۰۲۲ |
| بازی دوم | کره جنوبی | ۲۴-۲۸  | اردن    | ۱۹ ژانویه ۲۰۲۲ |
| بازی سوم | اردن      | ۱۹-۴۰  | سنگاپور | ۲۰ ژانویه ۲۰۲۲ |
| بازی سوم | کره جنوبی | ۲۶-۲۷  | کویت    | ۲۰ ژانویه ۲۰۲۲ |

### گروه B
| رتبه | تیم      | بازی | برد | مساوی | باخت | گل زده | گل خورده | امتیاز |
| ---- | -------- | ---- | --- | ----- | ---- | ------ | -------- | ------ |
| ۱    | ایران    | ۳    | ۳   | ۰     | ۰    | ۹۸     | ۵۹       | ۶      |
| ۲    | عربستان  | ۳    | ۲   | ۰     | ۱    | ۱۰۴    | ۶۷       | ۴      |
| ۳    | استرالیا | ۳    | ۱   | ۰     | ۲    | ۵۰     | ۸۸       | ۲      |
| ۴    | هند      | ۳    | ۰   | ۰     | ۳    | ۸۵     | ۱۲۳      | ۰      |

نتایج گروه B
| #        | تیم یک   | نتایجه | تیم دو   | تاریخ          |
| -------- | -------- | ------ | -------- | -------------- |
| بازی اول | ایران    | ۱۰-۳۲  | استرالیا | ۱۸ ژانویه ۲۰۲۲ |
| بازی اول | عربستان  | ۳۲-۵۴  | هند      | ۱۸ ژانویه ۲۰۲۲ |
| بازی دوم | ایران    | ۲۹-۴۲  | هند      | ۱۹ ژانویه ۲۰۲۲ |
| بازی دوم | عربستان  | ۱۳-۳۰  | استرالیا | ۱۹ ژانویه ۲۰۲۲ |
| بازی سوم | ایران    | ۲۰-۲۴  | عربستان  | ۲۰ ژانویه ۲۰۲۲ |
| بازی سوم | استرالیا | ۲۶-۲۷  | هند      | ۲۰ ژانویه ۲۰۲۲ |

### گروه C
| رتبه | تیم    | بازی | برد | مساوی | باخت | گل زده | گل خورده | امتیاز |
| ---- | ------ | ---- | --- | ----- | ---- | ------ | -------- | ------ |
| ۱    | قطر    | ۳    | ۳   | ۰     | ۰    | ۹۰     | ۵۳       | ۶      |
| ۲    | عراق   | ۳    | ۲   | ۰     | ۱    | ۸۵     | ۹۷       | ۴      |
| ۳    | امارات | ۳    | ۱   | ۰     | ۲    | ۷۲     | ۷۷       | ۲      |
| ۴    | عمان   | ۳    | ۰   | ۰     | ۳    | ۶۶     | ۸۶       | ۰      |

نتایج گروه C
| #        | تیم یک | نتایجه | تیم دو | تاریخ          |
| -------- | ------ | ------ | ------ | -------------- |
| بازی اول | عراق   | ۳۱-۳۲  | امارات | ۱۸ ژانویه ۲۰۲۲ |
| بازی اول | قطر    | ۱۴-۳۱  | عمان   | ۱۸ ژانویه ۲۰۲۲ |
| بازی دوم | امارات | ۲۳-۲۴  | عمان   | ۱۹ ژانویه ۲۰۲۲ |
| بازی دوم | قطر    | ۲۲-۳۷  | عراق   | ۱۹ ژانویه ۲۰۲۲ |
| بازی سوم | عراق   | ۲۹-۳۲  | عمان   | ۲۰ ژانویه ۲۰۲۲ |
| بازی سوم | قطر    | ۱۷-۲۲  | امارات | ۲۰ ژانویه ۲۰۲۲ |

### گروه D
| رتبه | تیم      | بازی | برد | مساوی | باخت | گل زده | گل خورده | امتیاز |
| ---- | -------- | ---- | --- | ----- | ---- | ------ | -------- | ------ |
| ۱    | بحرین    | ۳    | ۳   | ۰     | ۰    | ۱۲۷    | ۵۳       | ۶      |
| ۲    | ازبکستان | ۳    | ۲   | ۰     | ۱    | ۷۷     | ۸۲       | ۴      |
| ۳    | هنگ کنگ  | ۳    | ۱   | ۰     | ۲    | ۷۵     | ۱۰۱      | ۲      |
| ۴    | ویتنام   | ۳    | ۰   | ۰     | ۳    | ۶۴     | ۱۰۷      | ۰      |

نتایج گروه D
| #        | تیم یک   | نتایجه | تیم دو   | تاریخ          |
| -------- | -------- | ------ | -------- | -------------- |
| بازی اول | ازبکستان | ۲۴-۲۸  | هنگ کنگ  | ۱۸ ژانویه ۲۰۲۲ |
| بازی اول | بحرین    | ۱۴-۴۶  | ویتنام   | ۱۸ ژانویه ۲۰۲۲ |
| بازی دوم | هنگ کنگ  | ۲۷-۳۱  | ویتنام   | ۱۹ ژانویه ۲۰۲۲ |
| بازی دوم | بحرین    | ۱۹-۳۵  | ازبکستان | ۱۹ ژانویه ۲۰۲۲ |
| بازی سوم | ازبکستان | ۲۳-۳۰  | ویتنام   | ۲۰ ژانویه ۲۰۲۲ |
| بازی سوم | بحرین    | ۲۰-۴۶  | هنگ کنگ  | ۲۰ ژانویه ۲۰۲۲ |

## دور اصلی

### گروه A
| رتبه | تیم       | بازی | برد | مساوی | باخت | گل زده | گل خورده | امتیاز |
| ---- | --------- | ---- | --- | ----- | ---- | ------ | -------- | ------ |
| ۱    | قطر       | ۳    | ۳   | ۰     | ۰    | ۹۰     | ۳۴       | ۶      |
| ۲    | عربستان   | ۳    | ۲   | ۰     | ۱    | ۷۷     | ۸۰       | ۴      |
| ۳    | کره جنوبی | ۳    | ۱   | ۰     | ۲    | ۵۳     | ۵۸       | ۲      |
| ۴    | ازبکستان  | ۳    | ۰   | ۰     | ۳    | ۶۰     | ۱۰۸      | ۰      |

نتایج گروه A
| هفته     | تیم یک  | نتایجه | تیم دو   | تاریخ          |
| -------- | ------- | ------ | -------- | -------------- |
| بازی اول | کره     | ۲۱-۳۱  | ازبکستان | ۲۲ ژانویه ۲۰۲۲ |
| بازی اول | قطر     | ۱۹-۳۴  | عربستان  | ۲۲ ژانویه ۲۰۲۲ |
| بازی دوم | قطر     | ۱۵-۴۶  | ازبکستان | ۲۴ ژانویه ۲۰۲۲ |
| بازی دوم | عربستان | ۲۲-۲۷  | کره      | ۲۴ ژانویه ۲۰۲۲ |
| بازی سوم | قطر     | ۰-۱۰*  | کره      | ۲۶ ژانویه ۲۰۲۲ |
| بازی سوم | عربستان | ۲۴-۳۱  | ازبکستان | ۲۶ ژانویه ۲۰۲۲ |

+۳=کره جنوبی به دلیل شرایط کرونایی در بازی سوم حضور نیافت.

### گروه B
| رتبه | تیم   | بازی | برد | مساوی | باخت | گل زده | گل خورده | امتیاز |
| ---- | ----- | ---- | --- | ----- | ---- | ------ | -------- | ------ |
| ۱    | بحرین | ۳    | ۳   | ۰     | ۰    | ۹۹     | ۷۲       | ۶      |
| ۲    | ایران | ۳    | ۲   | ۰     | ۱    | ۸۱     | ۸۷       | ۴      |
| ۳    | عراق  | ۳    | ۰   | ۱     | ۲    | ۸۱     | ۸۷       | ۱      |
| ۴    | کویت  | ۳    | ۰   | ۱     | ۲    | ۶۶     | ۸۱       | ۱      |

نتایج گروه A
| هفته     | تیم یک | نتایجه | تیم دو | تاریخ          |
| -------- | ------ | ------ | ------ | -------------- |
| بازی اول | ایران  | ۲۵-۲۸  | عراق   | ۲۲ ژانویه ۲۰۲۲ |
| بازی اول | بحرین  | ۱۵-۲۹  | کویت   | ۲۲ ژانویه ۲۰۲۲ |
| بازی دوم | ایران  | ۲۶-۲۷  | کویت   | ۲۴ ژانویه ۲۰۲۲ |
| بازی دوم | بحرین  | ۳۱-۳۴  | عراق   | ۲۴ ژانویه ۲۰۲۲ |
| بازی سوم | بحرین  | ۲۶-۳۶  | ایران  | ۲۶ ژانویه ۲۰۲۲ |
| بازی سوم | کویت   | ۲۵-۲۵  | عراق   | ۲۶ ژانویه ۲۰۲۲ |

## نمودار
|  | نیمه نهایی        | نیمه نهایی |                   |    | فینال | فینال |
|  |                   |            |                   |    |       |       |
|  | ۲۹ ژانویه ۲۰۲۲    |            |                   |    |       |       |
|  |                   |            |                   |    |       |       |
|  | ایران             | ۱۹         |                   |    |       |       |
|  | ایران             | ۱۹         | ۳۱ ژانویه – ۱۸:۰۰ |    |       |       |
|  | قطر               | ۳۴         |                   |    |       |       |
|  | قطر               | ۳۴         | قطر               | ۲۹ |       |       |
|  | ۲۹ ژانویه ۲۰۲۲    |            | قطر               | ۲۹ |       |       |
|  |                   | بحرین      | ۲۴                |    |       |       |
|  | بحرین             | بحرین      | ۲۴                | ۲۹ |       |       |
|  | بحرین             |            |                   | ۲۹ |       |       |
|  | عربستان           | ۲۰         |                   |    |       |       |
|  | عربستان           | ۲۰         | رده‌بندی           |    |       |       |
|  |                   |            |                   |    |       |       |
|  | ۳۱ ژانویه – ۱۶:۰۰ |            |                   |    |       |       |
|  |                   |            |                   |    |       |       |
|  | ایران             | ۲۳         |                   |    |       |       |
|  | ایران             | ۲۳         |                   |    |       |       |
|  | عربستان           | ۲۶         |                   |    |       |       |

### نیمه نهایی
| مرحله               | تیم یک | نتایجه | تیم دو  | تاریخ          |
| ------------------- | ------ | ------ | ------- | -------------- |
| بازی اول نیمه نهایی | قطر    | ۱۹-۳۴  | ایران   | ۲۹ ژانویه ۲۰۲۲ |
| بازی دوم نیمه نهایی | بحرین  | ۲۰-۲۹  | عربستان | ۲۹ ژانویه ۲۰۲۲ |

### رده بندی
| مرحله    | تیم یک  | نتایجه | تیم دو | تاریخ          |
| -------- | ------- | ------ | ------ | -------------- |
| رده بندی | عربستان | ۲۳-۲۶  | ایران  | ۳۱ ژانویه ۲۰۲۲ |

### فینال
| مرحله | تیم یک | نتایجه | تیم دو | تاریخ          |
| ----- | ------ | ------ | ------ | -------------- |
| فینال | قطر    | ۲۴-۲۹  | بحرین  | ۳۱ ژانویه ۲۰۲۲ |

## رتبه بندی تیم ها
| رده | تیم               |
| --- | ----------------- |
| 1   | قطر               |
| 2   | بحرین             |
| 3   | عربستان           |
| ۴   | ایران             |
| ۵   | کره جنوبی         |
| ۶   | عراق              |
| ۷   | کویت              |
| ۸   | ازبکستان          |
| ۹   | امارات متحده عربی |
| ۱۰  | عمان              |
| ۱۱  | هنگ کنگ           |
| ۱۲  | اردن              |
| ۱۳  | ویتنام            |
| ۱۴  | سنگاپور           |
| ۱۵  | هند               |
| ۱۶  | استرالیا          |

|  | جواز حضور در مسابقات قهرمانی هندبال مردان جهان ۲۰۲۳ |